# Шарк-Бей
Шарк (англ. Shark Bay — акуляча бухта) — затока в північно-західній частині Західної Австралії за 650 кілометрів на північ від Перта. 1991 року цю затоку включено до переліку всесвітньої спадщини.
Назву затока отримала від Вільяма Дампіра ще 1699 року. Оскільки після довгої подорожі на кораблі вичерпалися запаси харчів, то в бухті моряки зайнялися риболовлею. Серед іншого вдалося зловити і велику тигрову акулу (Galeocerdo cuvier), яку голодні моряки радо з'їли, хоча її м'ясо має різкий та неприємний аміачний запах.
Довжина затоки півтораста кілометрів. Її площа близько 10 тисяч квадратних кілометрів, а довжина берегової лінії приблизно 1,5 тисячі кілометрів. Затоку майже надвоє ділить півострів Перон, а від моря відділяють острови Дерк-Хартог (англ. Dirk Hartog), Дорр (англ. Dorre) та Берньєр (англ. Bernier). Середня глибина близько 9 метрів. Солоність досить висока в середньому в 1,5-2 рази вища ніж в сусідніх океанських водах і сягає до 60 ‰. Через це багато морських тварин не може жити в затоці і вона має дуже своєрідну флору та фауну. Дно вкрите заростями водоростей, на цих підводних луках площею близько 4800 км² пасуться дюгоні, яких тут живе кілька тисяч.
Місцевість навколо затоки слабко заселена — тут живе лише близько тисячі людей, а обжита територія становить лише близько 1 % всіх земель.
В південній частині затоки діє соляний промисел Шарк-Бей.